# 543 a.C.
Il 543 a.C. (DXLIII a.C. in numeri romani) è un anno  del VI secolo a.C.

## Eventi
- Vijaya di Sri Lanka, il primo re singalese, giunge sull'isola di Sri Lanka.

## Nati
- Vijaya di Sri Lanka, sovrano († 504 a.C.)